# Ахарне
Ахарне́ (греч. Αχαρναί ή Αχαρνές; до апреля 1915 года назывался Мени́дион, греч. Μενίδιον) — город в Греции. Расположен на высоте 180 метров над уровнем моря, у подножья южного склона горы Парниса, в 11 километрах к северу от центра Афин. Административный центр одноимённой общины (дима) в периферийной единице Восточной Аттике, пригород Афин. Население города составляет 99 346 жителей по переписи 2011 года.
Город находится в сейсмически активной зоне, а магнитуда подземных толчков колеблется в пределах от 3,9 до 7,8.

## Транспорт
В южной части города проходит автострада 6, часть европейского маршрута E94, соединяющая Элефсис с международным аэропортом «Элефтериос Венизелос». К востоку от Ахарне проходит автострада 1, часть европейского маршрута E75.
Железнодорожный центр «Ахарне» обслуживает линию Пирей — Салоники и пригородную железную дорогу Афин.

## Достопримечательности

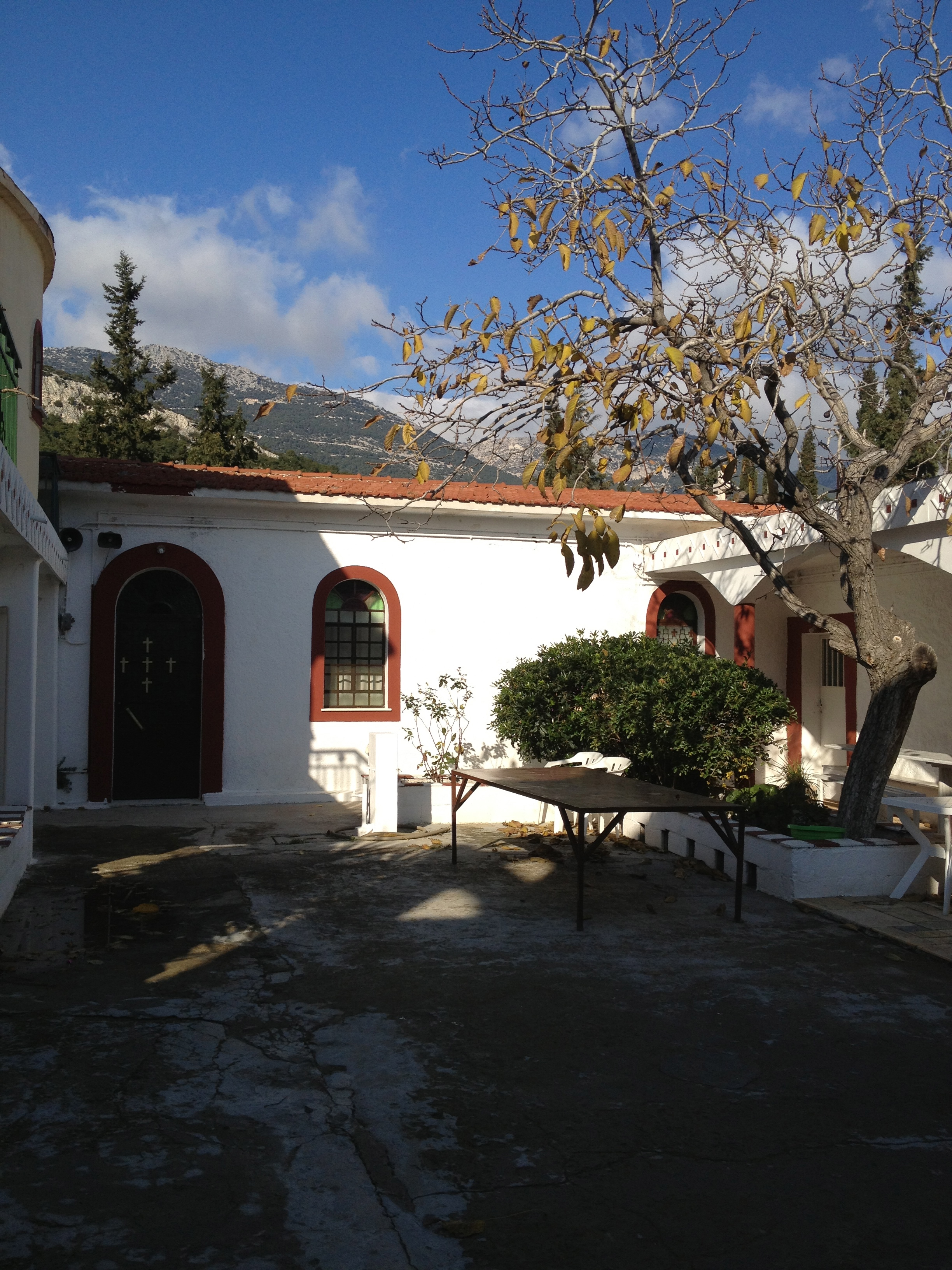
Монастырь святой Параскевы

В Ахарне расположен музей народного искусства.
Из культовых сооружений примечателен женский монастырь святой Параскевы, являющийся одним из духовных центров Оропосской и Филийской митрополии Церкви истинно-православных христиан Греции и местом паломничества многочисленных верующих.
Православный храм святого великомученика Димитрия принадлежит юрисдикции ИПЦ Греции (предстоятель Кирик (Кондояннис)).

## Центр содержания беженцев Амигдалеза

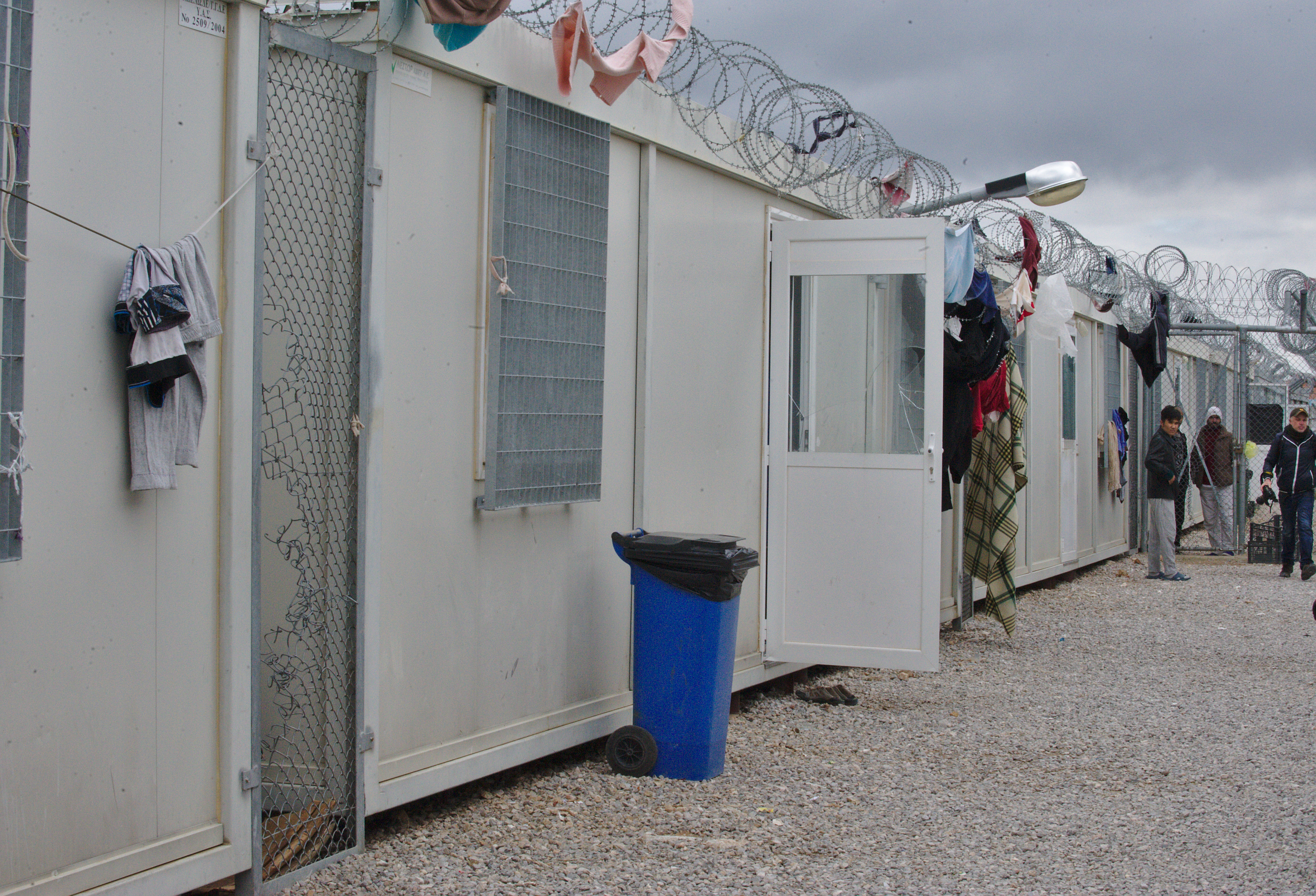
Центр содержания беженцев Амигдалеза

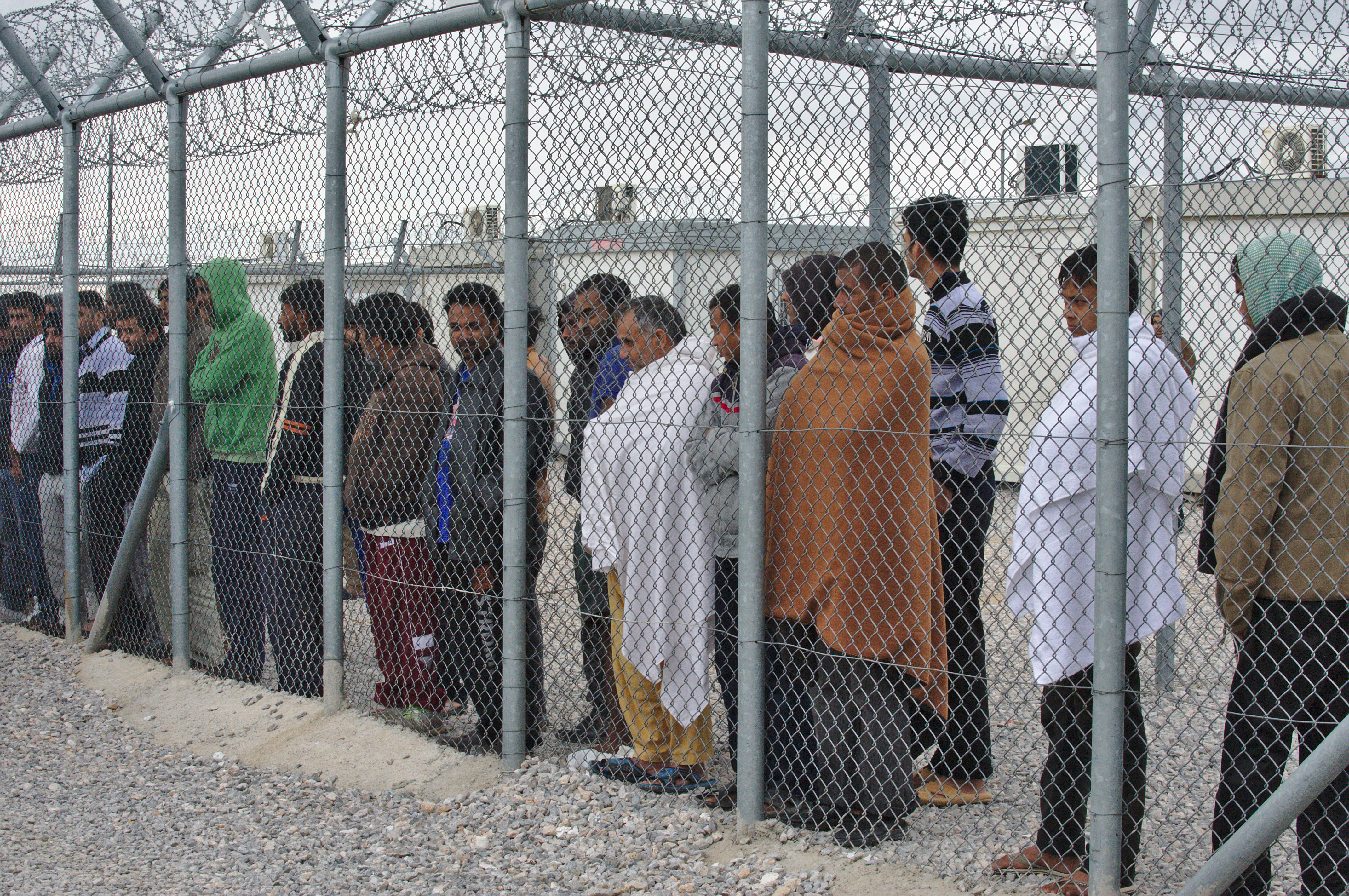
Центр содержания беженцев Амигдалеза

В Ахарне находится центр содержания беженцев Амигдалеза, в котором находится 250 металлических контейнеров, оборудованных для проживания людей. В августе 2013 года беженцы устроили восстание. 13 февраля 2015 года в Амигдалезе покончил с собой беженец из Пакистана.

## Сообщество Ахарне
В общинное сообщество Ахарне входят три населённых пункта. Население 100 743 жителя по переписи 2011 года. Площадь 104,307 квадратного километра.
| Населённый пункт | Население (2011), человек |
| ---------------- | ------------------------- |
| Ахарне           | 99 346                    |
| Варимбомби       | 1377                      |
| Парнис           | 20                        |

## Население
| Год  | Население, человек |
| ---- | ------------------ |
| 1991 | 61 842             |
| 2001 | 77 670             |
| 2011 | ↗ 99 346           |